# Scavo
Der Begriff Scavo steht für eine Technik der Glasherstellung. Er kommt aus dem Italienischen und heißt übersetzt 'Ausgrabung', also genau so, wie man eine archäologische Grabung bezeichnet.

## Ursprung
Diese Technik der Glasherstellung wurde in den 1950er Jahren von Alfredo Barbini (1912–2007) und Gino Cenedese erfunden. In den 1970er Jahren fand die Technik von Seguso Vetri d'Arte in einer Serie, die von Giovanni Patrini designt wurde, erneut Anwendung. Objekte, die in dieser Art hergestellt wurden, ahmen antike Gegenstände in Form und Oberflächenstruktur nach, wie sie in archäologischen Ausgrabungen gefunden werden.

## Technik
Bei der Herstellung wird eine Mischung aus verschiedenen Pulvern (Carbonate, Nitrate, Talcum, Silicate etc.) auf die Glasoberfläche aufgebracht und bei 800 °C erhitzt. So entsteht ein Effekt von Transparenz und Farbigkeit. Durch erneutes Erhitzen entsteht die für diese Technik kennzeichnende Oberflächenstruktur.